# Tanggirejo
Tanggirejo is een bestuurslaag in het regentschap Grobogan van de provincie Midden-Java, Indonesië. Tanggirejo telt 1408 inwoners (volkstelling 2010).